# Lista polskich męczenników

## Męczennicy średniowieczni
- św. Stanisław ze Szczepanowa
- Bracia Polscy Męczennicy: Benedykt, Jan, Izaak, Mateusz, Krystyn
- bł. Sadok i 48 towarzyszy

## Męczennicy XVII stulecia
- Wojciech Męciński
- św. Andrzej Bobola
- św. abp Jozafat Kuncewicz OSBM
- św. Melchior Grodziecki

## Męczennicy II wojny światowej
- św. o. Maksymilian Maria Kolbe
- ks. Roman Sitko
- o. Cherubin Walenty Kozik
- ks. Adam Bargielski
- ks. Aleksy Sobaszek
- o. Alfons Maria Mazurek OCD
- s. Alicja Maria Jadwiga Kotowska CR
- o. Alojzy Liguda SVD
- o. Anastazy Jakub Pankiewicz OFM
- o. Anicet Marian Konopiński OFM CAP
- ks. Antoni Beszta-Borowski
- abp Antoni Julian Nowowiejski
- ks. Antoni Leszczewicz MIC
- ks. Antoni Rewera
- ks. Antoni Świadek
- ks. Antoni Zawistowski
- ks. Bolesław Strzelecki
- ks. Bronisław Komorowski
- Bronisław Kostkowski
- br. Brunon Zembol OFM
- Czesław Jóźwiak
- ks. Dominik Jędrzejewski
- ks. Edward Detkens
- ks. Edward Grzymała
- Edward Kaźmierski
- Edward Klinik
- ks. Emil Szramek
- br. Fidelis Chojnacki OFM CAP
- o. Florian Stępniak OFM CAP
- ks. Franciszek Dachtera
- ks. Franciszek Drzewiecki FDP
- Franciszek Kęsy
- ks. Franciszek Rogaczewski
- ks. Franciszek Rosłaniec
- Franciszek Stryjas
- o. Grzegorz Frąckowiak SVD
- ks. Henryk Hlebowicz
- ks. Henryk Kaczorowski
- o. Henryk Krzysztofik OFM CAP
- o. Hilary Januszewski OC
- o. Antonin Bajewski OFMCONV
- ks. Jan Nepomucen Chrzan
- Jarogniew Wojciechowski
- ks. Jerzy Kaszyra MIC
- o. Józef Achilles Puchała OFMCONV
- ks. Józef Cebula OMI
- ks. Józef Czempiel
- ks. Józef Innocenty Guz
- ks. Józef Jankowski SAC
- ks. Józef Kowalski SDB
- ks. Józef Kurzawa
- ks. Józef Kut
- ks. Józef Pawłowski
- ks. Józef Stanek SAC
- ks. Józef Straszewski
- br. Józef Zapłata CFCI
- s. Julia Rodzińska OP
- bp Juliusz Bursche
- o. Karol Herman Stępień OFMCONV
- ks. Karol Kulisz
- s. Katarzyna Celestyna Faron
- ks. Kazimierz Gostyński
- ks. Kazimierz Grelewski
- ks. Kazimierz Sykulski
- o. Krystyn Gondek OFM
- ks. Leon Nowakowski
- bp Leon Wetmański
- o. Ludwik Mzyk SVD
- o. Ludwik Pius Bartosik OFMCONV
- ks. Ludwik Roch Gietyngier
- ks. Maksymilian Binkiewicz
- br. Marcin Oprządek OFM
- s. Maria Antonina Kratochwil SSND
- s. Maria Ewa od Opatrzności CSIC
- s. Maria Klemensa Staszewska OSU
- s. Maria Marta od Jezusa CSIC
- ks. Marian Górecki
- ks. Marian Konopiński
- ks. Marian Skrzypczak
- Marianna Biernacka
- o. Michał Czartoryski OP
- ks. Michał Oziębłowski
- ks. Michał Piaszczyński
- ks. Michał Woźniak
- ks. Mieczysław Bohatkiewicz
- s. Mieczysława Kowalska
- ks. Narcyz Putz
- o. Narcyz Turchan OFM
- Natalia Tułasiewicz
- br. Piotr Bonifacy Żukowski OFMCONV
- ks. Piotr Edward Dańkowski
- ks. Roman Archutowski
- ks. Roman Sitko
- o. Stanisław Kubista SVD
- ks. Stanisław Kubski
- ks. Stanisław Mysakowski
- ks. Stanisław Pyrtek
- Stanisław Kostka Starowieyski
- br. Stanisław Tymoteusz Trojanowski OFMCONV
- ks. Stefan Grelewski
- br. Symforian Ducki OFM CAP
- Tadeusz Dulny
- ks. Wincenty Matuszewski
- ks. Władysław Błądziński CSMA
- ks. Władysław Demski
- bp Władysław Goral
- ks. Władysław Maćkowiak
- ks. Władysław Mączkowski
- ks. kmdr ppor. Władysław Miegoń
- ks. Włodzimierz Laskowski
- ks. Wojciech Nierychlewski CSMA
- ks. Zygmunt Pisarski
- ks. Zygmunt Sajna

## Męczennicy współcześni
- ks. Jan Czuba
- o. Michał Tomaszek i Zbigniew Strzałkowski
- kl. Robert Gucwa
- s. Czesława Lorek
- bł. ks. Jerzy Popiełuszko
- ks. Stefan Niedzielak
- ks. Stanisław Suchowolec
- ks. Sylwester Zych